# 萨乌法图·索波阿加
萨乌法图·索波阿加（英語：Saufatu Sopoanga，1952年2月22日—2020年12月15日），图瓦卢政治人物，第8任图瓦卢总理（2002年-2004年）。